# Octan rhodnatý
Octan rhodnatý je organická sloučenina, rhodnatá sůl kyseliny octové. Je to tmavě zelený prášek, který se rozpouští v polárních rozpouštědlech (například ve vodě). Používá se jako katalyzátor cyklopropanace alkenů.

## Příprava
Octan rhodnatý se často připravuje zahříváním hydrátu chloridu rhoditého v kyselině octové.

## Chemické vlastnosti
U dimeru octanu rhodnatého může proběhnout ligandová výměna, kdy je octanová skupina nahrazena jiným karboxylátem nebo podobnou skupinou.
Rh2(OAc)4 + 4 HOOCR → Rh2(OOCR)4 + 4 HOAc
Z řady reakcí, kde je tato látka katalyzátorem, lze zmínit například zavedení vazeb O–H a N–H do molekul a cyklopropanaci alkenů a aromatických sloučenin. Octan rhodnatý se rovněž selektivně váže na ribonukleosidy (nikoliv ovšem na deoxynukleosidy), konkrétně na jejich 2′- a 3′-hydroxylové skupiny.
Dimer octanu rhodnatého je oproti octanu měďnatému reaktivnější a vhodnější k odlišení ribonukleosidů od deoxynukleosidů díky své rozpustnosti ve vodných roztocích, zatímco octan měďnatý se v nich nerozpouští.

### Vybrané katalyzované reakce
Octan rhodnatý lze použít k zavedení vazeb X-H (kde X je C, N, S nebo O).
- Cyklopropanace probíhá skrz rozklad diazokarbonylových sloučenin, může dojít k vnitromolekulární i mezimolekulární cyklopropanaci.

- Aromatická cykloadice: Octan rhodnatý katalyzuje jak dvousložkové, tak i třísložkové 1,3-dipolární cykloadice.

- Zavedení vazby C-H: Rhodiem katalyzované regioselektivní zavedení vazby C-H do alifatických a aromatických sloučenin je vhodným způsobem přípravy řady organických sloučenin.

- Oxidace alkoholů: Allylové a benzylové alkoholy se oxidují na odpovídající karbonylové sloučeniny terc-butylhydroperoxidem ve stechiometrickém množství, za přítomnosti dimeru octanu rhodnatého Rh2(OAc)4 jako katalyzátoru, v dichlormethanu za pokojové teploty.

- Zavedení vazby X-H (X je N, S nebo O): Karbenoid Rh2+ reaguje s aminy, alkoholy nebo thioly za vzniku produktu s vazbou N-H, S-H nebo O-H v molekule skrz tvorbu ylidového meziproduktu.